# Avery Johnson
Pour les articles homonymes, voir Avery Johnson (homonymie) et Johnson.
Avery Johnson dit « le petit général » (né le 25 mars 1965 à La Nouvelle-Orléans) est un ancien joueur de basket-ball. Il est depuis avril 2015 l'entraîneur de l'équipe du Crimson Tide de l'université de l'Alabama, ce qui marque son retour au coaching après avoir été limogé le 27 décembre 2012 par les Nets de Brooklyn, franchise de la NBA.

## Carrière de joueur
Il n'est pas drafté et porte successivement les maillots de Seattle, Denver, San Antonio, Houston, à nouveau San Antonio, Golden State, une troisième fois San Antonio, à nouveau Denver, Dallas et enfin Golden State. Il remporte le titre avec les Spurs face aux Knicks en 1999.

## Carrière d'entraîneur
Il remplace Don Nelson au poste d'entraîneur des Mavericks de Dallas le 19 mars 2005. Il transforme ce qui était une équipe ultra offensive en équipe qui sait défendre et donc candidate au titre. Ce travail en tant qu'entraîneur lui vaut une sélection sur le banc du NBA All-Star Game et le trophée d'entraîneur de l'année en 2006, grâce notamment à sa performance d'entraîneur le plus rapide de l'histoire à atteindre la barre des 100 victoires en carrière avec un total de 131 rencontres disputées (record battu depuis par Tom Thibodeau). Avec ce travail défensif, il offre aux Mavericks un titre de Champion de conférence (Ouest), leur permettant d'accéder à la finale des play-offs 2006 (battu par le Heat de Miami). Après deux éliminations au premier tour des play-offs (2007 et 2008), il est démis de ses fonctions d'entraîneur le 1er mai 2008.
En décembre 2007 les Spurs de San Antonio retirent le numéro 6 en son hommage.
En juillet 2010, après deux ans de pause, Avery Johnson revient au poste d'entraîneur chez les Nets.
Le 27 décembre 2012, il est limogé par le propriétaire de la franchise, le milliardaire russe Mikhail Prokhorov, malgré un bilan équilibré de 14 victoires pour 14 défaites, mais surtout 10 défaites lors des treize derniers matchs. L'intérim devrait être assuré par P.J. Carlesimo.
Le 6 avril 2015, L'Université d'Alabama annonce Avery Johnson comme le nouvel entraîneur de son équipe masculine de basketball. Johnson déclare avoir accepté le poste à cause du challenge qu'il représentait.

## Pour approfondir
- Liste des joueurs en NBA ayant joué plus de 1 000 matchs en carrière.
- Liste des meilleurs passeurs en NBA en carrière.